# Gaston Glock
Gaston Glock (Viena, 19 de julho de 1929 – 27 de dezembro de 2023) foi um engenheiro austríaco fundador da empresa Glock Ges.m.b.H.

## Manufatura
Gaston Glock começou como fabricante de hastes para cortinas na década de 1960 e facas para os militares austríacos na década de 1970. Ele não havia projetado ou fabricado uma arma de fogo até os 52 anos de idade. Ele já era um especialista em polímeros como resultado de seus empreendimentos comerciais anteriores. Em 1980, ele comprou uma máquina de moldagem por injeção para fabricar cabos e bainhas para as facas de campo/baionetas que estava fazendo para o exército austríaco em sua oficina. Seus primeiros funcionários eram da indústria de câmeras e eram especialistas na produção de componentes de polímero. Sua primeira pistola levou um ano para ser produzida, desde o estágio de design e conceito até a produção, e ele solicitou uma patente austríaca em abril de 1981 para a pistola conhecida como Glock 17.

## Vida pessoal
Glock se casou com Helga Glock em 1958, e eles co-fundaram a empresa da família em 1963. Eles se divorciaram em 2011 e estiveram em litígio até 2017. Um livro não autorizado sobre a vida de Gaston Glock e sua empresa, intitulado Glock: The Rise of America's Gun, foi publicado em 2012. Glock apoia várias instituições de caridade na Áustria, tendo doado mais de um milhão de euros. Ele também foi citado por doar fundos ao Partido da Liberdade da Áustria.

## Tentativa de assassinato
Em julho de 1999, o consultor fiscal de Glock, Charles Ewert, contratou um mercenário francês para assassinar Glock com um martelo em um estacionamento em uma aparente tentativa de encobrir o desfalque de milhões da empresa Glock. Embora os ferimentos de Glock incluíssem sete ferimentos na cabeça e a perda de cerca de um litro de sangue, Glock foi capaz de se defender do ataque acertando o assassino duas vezes. O assassino contratado, Jacques Pêcheur, de 67 anos, foi condenado a 17 anos de prisão pelo ataque. Charles Ewert foi condenado a 20 anos como resultado do testemunho de Pêcheur.